# Perflubron
Perflubron (INN/USAN, hoặc perfluorooctyl bromide; tên thương hiệu Imagent) là một thuốc cản quang để chụp cộng hưởng từ, chụp cắt lớp vi tính và siêu âm. Nó đã được phê duyệt cho sử dụng này tại Hoa Kỳ bởi Cục Quản lý Thực phẩm và Dược phẩm vào năm 1993.

## Nghiên cứu thực nghiệm
Perflubron cũng đã được thử nghiệm để sử dụng trong thở lỏng ở trẻ sinh non bị suy hô hấp.

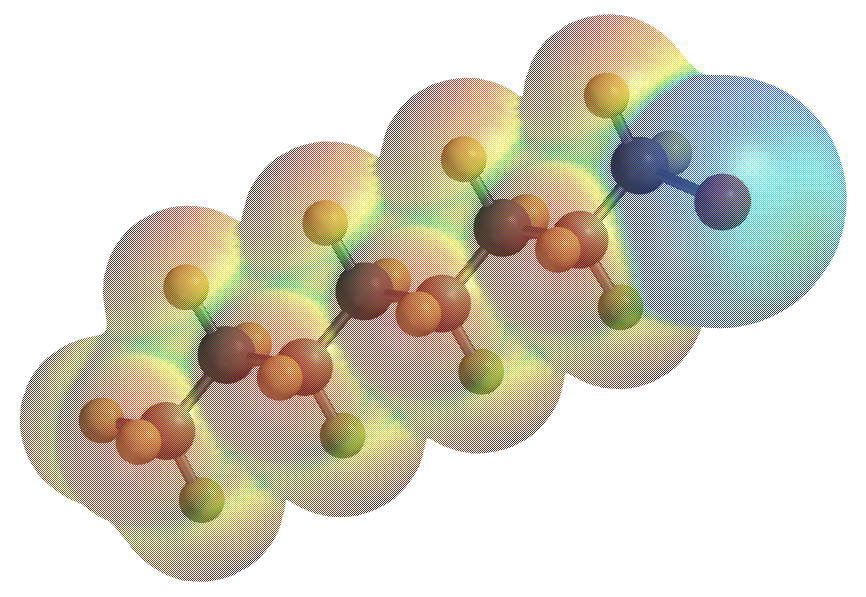
Mô hình phân tử này của Perflubron được mã hóa màu theo mật độ electron để minh họa sự phân cực dương của nguyên tử brom lớn bằng chuỗi perfluorooctyl tự cảm.